# 2019-es Maccabi Játékok
A 2019-es Maccabi Európa Játékokat (European Maccabi Games – EMG) Magyarországon rendezték 2019. július 29. és augusztus 7. között. A Maccabi Európa Játékokat négyévente rendezik meg, két évvel az izraeli Maccabi Világjátékokat követően. A sportversenyre a világ minden részéről érkeznek zsidó sportolók, hogy megmérkőzzenek egymással.

## A 2019-es Maccabi Európa Játékok háttere, története
A Maccabi Európa Játékok rendezési jogának elnyeréséért az Európai Maccabi Szövetség tagországai nyújthatnak be pályázatot. Az Európai Maccabi Szövetség a helyi Maccabi-tagszervezetek ernyőszervezete. 36 Maccabi-tagország és annak több ezer sportolója tartozik a szövetséghez. Az Európai Maccabi Szövetség elkötelezett amellett, hogy sport-, oktatási és kulturális programok révén hosszú távon építse és fejlessze az európai zsidóság jövőjét. Tevékenységéhez hozzátartozik a zsidó identitás és az Izraellel való kapcsolat elmélyítése.
A 2015-ös berlini játékokat követően, a 2019-es játékok lebonyolításáért versengve, az utolsó körben állva maradt kandidálóként, Bázel és Budapest nyújtott be pályázatot. 
2015. november 15-én a Budapesten megtartott Európai Maccabi Szövetség kongresszusán a Maccabi-tagországok vezetői végül döntő többséggel a Maccabi VAC budapesti pályázata mellett szavaztak. Számos tényező játszott közre a pályázat sikerességében. Budapest földrajzi elhelyezkedése, könnyű megközelíthetősége, jövőbe mutató látásmódja, valamint kulturális, történelmi, illetve zsidó öröksége meggyőző érvként szolgált a magyar főváros mellett. A sokszínűségen túl a városban megrendezésre kerülő számos nemzetközi sportesemény és az ezekhez kapcsolható, épülő sportinfrastruktúra is növelte az esélyt a szavazatok elnyerésére, melyet tovább erősítettek a híres magyar zsidó sportolók és sportvezetők korábbi nemzetközi sikerei.
Fontos kiemelni, hogy a Maccabi Európa Játékok először Prágában került lebonyolításra 1929-ben, azóta ebben a régióban az eseményre nem került sor. Elmondható tehát, hogy a Maccabi Európa Játékok 90 év után a gyökereihez tér vissza, és az esemény nemcsak a hazai zsidóságnak, társadalomnak szól, hanem egyben egy fontos regionális esemény is.
Budapest sikeres kandidálását követően a 15. Maccabi Európa Játékok szervezési feladatait a Maccabi VAC, az MTK Budapest, a Magyarországi Zsidó Hitközségek Szövetsége (Mazsihisz) alkotta szövetség, a jogtulajdonos Európai Maccabi Szövetséggel együttesen látta el.

## Röviden a hazai rendezésű Maccabi Európa Játékokról
2019-ben Magyarország, Budapest ad otthont Európa legnagyobb zsidó sport- és kulturális rendezvényének, amely abban az évben, amelyben Budapest lesz Európa Sport Fővárosa, hazánk legnagyobb sporteseménye lesz. Budapesten a tervek szerint közel 3000 sportoló (felnőtt és ifjúsági) vesz részt az eseményen, mintegy 22 sportágban. 
A magyar érmek elsősorban a küzdősportokban, vízilabdában, vívásban várhatóak, de ezeken felül is sikeresen szoktunk szerepelni más sportágakban.  

## Helyszínek
Az eseményre 2019. július 29. és augusztus 7. között kerül sor, a versenyek döntő többsége Budapesten lesz. 
A versenyeknek a következő helyszínek adnak otthont:
- Nemzeti Közszolgálati Egyetem, Ludovika campusa
- Orczy-kert
- Hidegkuti Nándor Stadion
- Lantos Mihály Sporttelep
- MTK Szamos utcai röplabdacsarnoka
- Park Tenisz Club
- Angyalföldi Sportközpont
- Kovács Pál Vívócsarnok
- Hajós Alfréd Nemzeti Sportuszoda
- Várkert Bazár